# Louis Marie George Arntzenius
Louis Marie George Arntzenius (Amsterdam, 5 juli 1898 –  Venetië, 15 september 1964) was een Nederlandse dirigent, muziekcriticus en violist.

## Levensloop
L.M.G. Arntzenius werd geboren als tweede zoon van het echtpaar Robert Hendrik Arntzenius en Maria Helena van Stipriaan Luiscius. Zijn broer was de Amsterdamse gemeentearts dr. Robert Hendrik Arntzenius junior (1890-1940). Hij werd opgeleid aan een particuliere muziekschool in Amsterdam. Vervolgens studeerde hij compositie, instrumentatie en contrapunt bij Johan Wagenaar in Utrecht. Verder studeerde hij viool bij Hendrik Rijnbergen in Amsterdam. In 1919 werd hij violist in het Concertgebouworkest. De Koninklijke Vereeniging Het Nederlandsch Tooneel (KVHNT) benoemde hem in 1921 tot tweede dirigent. Als gastdirigent werkte hij zowel in het binnen- als het buitenland. In 1930 dirigeerde hij het Concertgebouworkest in de première van de 1e symfonie van Henk Badings. Ook leidde hij talrijke uitvoeringen voor het muziektheater. Op 17 april 1941 dirigeerde hij in de Amsterdamse Stadsschouwburg de première van Badings' ballet Orpheus en Eurydice. Yvonne Georgi, met wie hij in 1932 getrouwd was, had daarvoor de choreografie gemaakt.
Arntzenius werd in 1924 muziekcriticus bij het dagblad De Telegraaf en in 1927 werd hij hoofd van de kunstredactie. In 1946 stapte hij over naar Elseviers Weekblad, waarvan hij in 1951 hoofd culturele zaken en kunst werd.

## Publicaties
- 40 jaar Concertgebouw kamermuziek : gedenkboek 1920-1960
- samen met Henk Stam, Marius Flothuis, Leo Riemens, Lex van Delden en Wouter Paap: Uit Het Rijk Der Muziek - Programmamuziek; Balletmuziek; Pianomuziek; De Opera; Het Concert; De Symfonie, Bilthoven, H. Nelissen, 1958. → Balletmuziek, Bilthoven, H. Nelissen, 1958. 64 p.
- samen met Henk Badings, Johannes Bartholomeus Broeksz, Flor Peeters, E.W. Schallenberg en Jos. Smits van Waesberghe met medewerking van Theo Uden Masman, Leo Riemens: Enclopedie van de muziek, Amsterdam/Brussel, Elsevier, 1956/57. 2 delen (deel 1: A-H = 717 pp.; deel 2: I-Z = 718 pp.)
- Eugen Jochums activiteiten in Amsterdam in: De Telegraaf, november 1941
- Bartók Béla pályája deleőjén, in: De Telegraaf 24 maart 1939 - reprint in Demény pp. 698–699
- samen met Salomon Adriaan Maria Bottenheim: Franz Liszt, Amsterdam, Bigot & van Rossum N.V., 1936. 117 p., "Caecilia reeks, kleine bibliotheek voor muzikvrienden"
- samen met Géa Augsbourg, Willem Mengelberg: Mengelberg, Andries Blitz, 1936.
- Rudolf Mengelberg: Nederland : spiegel eener beschaving, Amsterdam, Andries Blitz, 1929. 115 p. = geautoriseerde vertaling uit het Duits door L.M.G. Arntzenius
- Amerikaansche kunstindrukken Amsterdam, Allert de Lange, 1927. 190 p. - bundeling van een serie artikelen in "De Telegraaf" over toneel- en muziekleven in New York 1900-1925 - O.a. over "Willem Mengelberg en het Philharmonic Orchestra; New York en Mahler"
- At the Court of Frederick the Great
- Afscheid van Waltzer. Na een te kort seizoen. Krenek's 2e pianoconcert in première, in: De Telegraaf